# معامل التخميد
معامل التخميد  في الإلكترونيات بالإنجليزية Damping factor هو النسبة بين قيمة المعاوقة الداخلية إلى المعاوقة الخارجية في دائرتين كهربيتين موصولتين ببعضهما. والمقصود بالمقاومة هنا هي مقاومة التيار المتردد والتي توصف بالممانعة.
توضح الدائرة عل اليسار المقاومة الداخلية للمصدر (Z(s والمقاومة الخارجية (Z(L
ويُعرّف معامل التخميد {\displaystyle DF} بالعلاقة:
{\displaystyle DF={\frac {Z_{\mathrm {load} }}{Z_{\mathrm {source} }}}\,}

## مقدمة
معامل التخميد DF هو النسبة بين مقاومة مدخل الدائرة الكهربية Ra إلى مقاومة مخرجها Ri.
{\displaystyle D_{F}={\frac {R_{a}}{R_{i}}}\,}
حيث:
الممانعة Ra = المقاومة الخارجية = مقاومة الحمولة،
الممانعة Ri= مقاومة المصدر = المقاومة الداخلية للدائرة
ويعمل ضبط تلك النسبة على ضبط التضخيم في الدوائر الإلكترونية أو ضبط الصوت الصادر من مكبر الصوت.

## العلاقة بينRaوRiلمكبرات الصوت
بما أن تيارا مترددا يمر في مكبر الصوت فلا بد من أخذ الممانعة التي تتغير بتغير التردد في الحسبان. فإذا كانت مقاومة المخرج للمضخم كبيرة، يكون تأثيره ضعيفا على تردد الرنين لمكبر الصوت ويعطي جهدا عاليا نسبيا. ويؤدي إلى رفع التردد. أما لإذا كانت مقاومة المخرج صغيرة فإن المضخم يُخمد الرنين في مكبر الصوت.
ويعمل المضخم amplifier ليس على تحريك غشاء مكبر الصوت فقط، بل يعمل إلى جاب ذلك على كبح اهتزاز الغشاء عند اختفاء الجهد بعد مرور إشارة. في هذا الوقت يعمل الملف كمولد كهربائي وينتج تيارا ناشئ عن الحث.
وعندما تكون المقاومة الداخلية للمضخم صغيرة كافيا يحدث توصيل بين مكبر الصوت أثناء الاهتزاز والمضخم وتتحول طاقة الاهتزاز إلى طاقة حرارية في الملف. وعندما تكون المقاومةRi <<Ra فهذا يعني توافقا في الجهد حيث يضبط المضخم الجهد على طرفي ملف الاهتزاز.
يكفي أن يكون معامل التخميد Ra/Ri أكبر من 20. وذلك لأن المقاومة الكلية للتخميد هي مجموع المواقومة الداخلية للمضخم والمقاومة الخارجية للملف (وهي تبلغ عادة 6,5 أوم للتيار المستمر) وبذلك فلا يمكن أن يكون أصغر من مقاومة الملف وحدها مهما كانت المقاومة الداخلية صغيرة. وبذلك يكون التخميد الكهربائي محدودا.
ويعتمد اهتزاز غشاء مكبر الصوت على معامل جودة النظام المكون من مكبر الصوت والصندوق الذي يحمله. وعلى ذلك فبحسب الغرض من الاستعمال يمكن اختيار التوليف الأمثل للتخميد الناتج عن حركة أجزاء مكبر الصوت وبين التخميد الكهربائي.
ويمكن من المعادلة السابقة حساب المقاومة الداخلية للمضخم:
{\displaystyle R_{i}={\frac {R_{a}}{D_{F}}}\,}
وتُغني معلومات المنتج لمعامل التخميد عن ضرورة معرفة المقاومة الداخلية للمضخم الإلكتروني. وعلى سبيل المثال، عندما تكون DF = 100 أوم و Ra = 8 أوم، يمكن حساب المقاومة الداخلية وتقديره ب Ri = 0,08 أوم.

## اقرأ أيضًا
- دائرة رنان توافقي
- دائرة رنين